# Koral
Koral (lat. cantus choralis - zborno pjevanje), naziv za jednoglasno pjevanje, koje je u 4 stoljeću kodificirao milanski biskup Ambrozije te kasnije papa Grgur Veliki. Gregorijanski koral je službena liturgijska glazba Katoličke Crkve. Protestantski koral čine pjesme himničkog značaja pjevane u liturgiji Protestantske Crkve. 

## Uporaba
Upotrebljava se kod svečanih misa i drugih obreda, a izvode je službenici oltara, pjevački zbor i vjernici.
Koralni napjevi se dijele u 4 skupine: 
1. Za izvođenje nedjeljama i danima u tjednu kada se ne slave posebne svetkovine,
2. Za blagdane Gospodnje i Sv. Trojstva, Božić, Uskrs i sl.,
3. Za blagdane pojedinih svetaca, Bogorodice, sv. Petra i Pavla i dr.,
4. Za svetačke blagdane (apostoli, mučenici, djevice) sa zajedničkim obrascem tekstova i napjeva.

Prema odnosu teksta i glazbe, gregorijanski se napjevi dijele na: 
1. Silabičke (na jedan slog teksta dolazi redovito samo jedan ton),
2. Neumatske (jedan se slog izvodi na 2 ili 3 tona zapisana jednom neumom),
3. Melizmatičke (jedan se slog izvodi koloraturnim figurama).

## Poveznice
- Ambrozijansko pjevanje
- Beneventansko pjevanje
- Psalam